# Lane (Name)
Lane ist ein englischer (von einem, der in einer Lane (= Straße) wohnt), französischer und (anglisierter) irisch-gälischer Familienname (von Ó Laighin, Ó Luain oder Ó Liatháin) sowie ein von dem englischen Familiennamen abgeleiteter männlicher und weiblicher Vorname.

## Namensträger

### Vorname
- Lane Chandler (eigentlich Robert C. Oakes; 1899–1972), US-amerikanischer Schauspieler
- Lane Garrison (* 1980), US-amerikanischer Schauspieler
- Lane Huffman, eigentlicher Name von Stevie Ray (* 1958), US-amerikanischer Wrestler
- Lane Kirkland (1922–1999), US-amerikanischer Gewerkschaftsfunktionär
- Lane Lambert (* 1964), kanadischer Eishockeyspieler und -trainer
- Lane Smith (1936–2005), US-amerikanischer Schauspieler
- Lane Spina (* 1962), US-amerikanischer Freestyle-Skier
- Lane Tietgen, US-amerikanischer Lyriker, Komponist und Sänger

### A
- Abbe Lane (* 1932), US-amerikanische Schauspielerin und Sängerin
- Adam Lane (* 1968), US-amerikanischer Jazzbassist und Komponist
- Akira Lane (* 1981), japanische Schauspielerin und Model
- Alfred Lane (1891–1965), US-amerikanischer Sportschütze
- Alfred Church Lane (1863–1948), US-amerikanischer Geologe
- Allan Lane (1909–1973), US-amerikanischer Schauspieler
- Allen Lane (1902–1970), britischer Verleger
- Amos Lane (1778–1849), US-amerikanischer Politiker
- Andrew Lane (* 1963), britischer Autor und Journalist
- Anthony Lane (* 1962), britischer Filmkritiker und Journalist
- Anthony Millner Lane, eigentlicher Name von Tony Lane (1928–2011), britischer Physiker
- Anita Lane (1960–2021), australische Sängerin und Texterin
- Arthur Lane (1909–1963), britischer Klassischer Archäologe

### B
- Barry Lane (Sänger) (* 1955), deutscher Musiker
- Barry Lane (Golfspieler) (1960–2022), englischer Golfspieler
- Ben Lane (* 1997), englischer Badmintonspieler
- Betty Lane (1907–1996), US-amerikanische Malerin
- Bettye Lane (1930–2012), US-amerikanische Fotojournalistin
- Bob Lane (Robert Lane), kanadischer Politiker
- Brendan Lane (* 1990), US-amerikanischer Basketballspieler
- Briana Lane (* 1985), US-amerikanische Schauspielerin und Musikerin
- Burton Lane (1912–1997), US-amerikanischer Komponist und Lyriker

### C
- Calah Lane (* 2009), US-amerikanische Schauspielerin
- Campbell Lane (1935–2014), kanadischer Schauspieler
- Carla Lane (1928–2016), britische Fernsehautorin
- Charles Lane (Schauspieler, 1869) (1869–1945), US-amerikanischer Schauspieler
- Charles Lane (Schauspieler, 1905) (1905–2007), US-amerikanischer Schauspieler
- Charles Lane (Regisseur) (* 1953), US-amerikanischer Regisseur, Schauspieler, Drehbuchautor und Produzent
- Charles Lane (Journalist) (* 1961), US-amerikanischer Journalist und Autor
- Chris Lane (Christopher Eric Lane; * 1984), US-amerikanischer Sänger und Songwriter
- Clayton Lane (1868–1949), britischer Arzt und Helminthologe

### D
- Daniel Franklin Lane (* 1973), US-amerikanischer Ornithologe
- David Lane (Regisseur) (* 1940), britischer Filmregisseur
- David Lane (Maler) (* 1951), US-amerikanischer Maler
- David Lane (Leichtathlet) (* 1982), neuseeländischer Weitspringer
- David C. Lane (David Christopher Lane; * 1956), US-amerikanischer Religionswissenschaftler
- David Eden Lane (1938–2007), US-amerikanischer Rechtsextremist
- David Mark Lane (1950–2012), US-amerikanischer Botaniker
- David P. Lane (David Philip Lane; * 1952), britischer Immunologe und Krebsforscher
- David Stuart Lane (* 1933), britischer Soziologe
- David William Lane (1907–1978), britischer Offizier
- Devinn Lane (* 1972), US-amerikanische Pornodarstellerin und -regisseurin
- Diane Lane (* 1965), US-amerikanische Schauspielerin
- Dick Lane (1928–2002), US-amerikanischer American-Football-Spieler
- Don Lane (Morton Donald Isaacson; 1933–2009), US-amerikanisch-australischer Fernsehmoderator

### E
- Ebony Lane (* 1998), australische Sprinterin
- Edward Lane (Schiffbauer) (um 1670–1729), schottisch-russischer Schiffbauer
- Edward Lane (Politiker) (1842–1912), US-amerikanischer Politiker
- Edward William Lane (1801–1876), britischer Orientalist
- Elizabeth Lane (1905–1988), englische Anwältin und Richterin
- Ernest Wilmot Lane (1869–1951), britischer Tennisspieler
- Eugene N. Lane (1936–2007), US-amerikanischer Altphilologe

### F
- Felicity Lane-Fox, Baroness Lane-Fox (1918–1988), britische Politikerin (Conservative Party)
- Fitz Hugh Lane (1804–1865), US-amerikanischer Maler
- Francis Lane (1874–1927), US-amerikanischer Leichtathlet
- Frank Lane (1896–1981), US-amerikanischer Baseball- und Basketballfunktionär
- Frankie Lane (1948–2011), englischer Fußballtorwart
- Franklin Knight Lane (1864–1921), kanadisch-amerikanischer Politiker
- Frederic C. Lane (1900–1984), US-amerikanischer Historiker
- Frederick Lane (1880–1969), australischer Schwimmer
- Frederico Lane (1901–1979), brasilianischer Agrarwissenschaftler und Insektenkundler

### G
- Gary Lane (Schiedsrichter) (1942–2003), US-amerikanischer NFL-Schiedsrichter
- Gary Lane (Autor) (* 1943), US-amerikanischer Autor und Herausgeber
- Gary Lane (Schachspieler) (* 1964), britisch-australischer Schachspieler
- Geoffrey Lane, Baron Lane (1918–2005), britischer Jurist
- George Martin Lane (1823–1897), US-amerikanischer Altphilologe
- George Sherman Lane (1902–1981), US-amerikanischer Sprachwissenschaftler
- Gilly Lane (* 1985), US-amerikanischer Squashspieler
- Gord Lane (* 1953), kanadischer Eishockeyspieler, -trainer und -scout
- Grace Lane (1876–1956), britische Film- und Theaterschauspielerin

### H
- Harlan Lane (1936–2019), amerikanischer Psychologe
- Harold Lane (1895–1972), britischer Ruderer
- Harriet Lane (1830–1903), US-amerikanische First Lady
- Harry Lane (1855–1917), US-amerikanischer Politiker
- Henry Bowyer Lane (1817–1878), kanadischer Architekt
- Henry Smith Lane (1811–1881), US-amerikanischer Politiker
- Homer Lane (1875–1925), britischer Pädagoge und Sozialreformer
- Hugh Lane (1875–1915), britischer Kunstsammler und Philanthrop

### I
- I. William Lane (* 1922), US-amerikanischer Biochemiker, Haiforscher und Unternehmer

### J
- James Henry Lane (Politiker) (1814–1866), US-amerikanischer Politiker und General der Nordstaaten
- James Henry Lane (General, 1833) (1833–1907), US-amerikanischer Wissenschaftler, Hochschullehrer und General der Südstaaten
- James T. Lane (* 1977), US-amerikanischer Schauspieler und Tänzer
- Jackie Lane (Fußballspieler) (John George Lane; * 1931), englischer Fußballspieler
- Jackie Lane (Schauspielerin) (1941–2021), britische Schauspielerin
- Jan-Erik Lane (* 1946), schwedischer Politikwissenschaftler
- Jani Lane (1964–2011), US-amerikanischer Rocksänger
- Jay Lane (* 1964), US-amerikanischer Drummer
- Jeremy Lane (* 1990), US-amerikanischer American-Football-Spieler
- Jocelyn Lane (Jackie Lane; * 1937), russisch-britisches Model, Schauspielerin und Designerin
- Joe Lane (Fußballspieler) (James Charles Lane; 1892–1959), englischer Fußballspieler
- Joe Lane (Cartoonist) (eigentlich Joseph Eichberger; 1911–2009), US-amerikanischer Cartoonist
- Joe Lane (Sänger) (Keith Joseph Lane; 1927–2007), australischer Sänger
- Joe Lane (Politiker) (1935–2014), US-amerikanischer Politiker
- John Lane (Verleger) (1854–1925), britischer Verleger
- John Lane (Rugbyspieler), australischer Rugby-League-Spieler
- John Lane (Leichtathlet) (* 1989), britischer Zehnkämpfer
- John Bayley Lane (1886–1937), australischer Cricketspieler, siehe Paddy Lane (Cricketspieler)
- John Francis Lane (1928–2018), britischer Schauspieler
- John W. Lane (1835–1888), US-amerikanischer Politiker, Bürgermeister von Dallas
- John Lane Paxton, US-amerikanischer Schauspieler und Produzent
- Jon Lane (* 1949), britischer Eiskunstläufer
- Jonathan Homer Lane (1819–1880), US-amerikanischer Astrophysiker und Erfinder
- Joseph Lane (1801–1881), US-amerikanischer General und Politiker
- Joseph Lane, eigentlicher Name von Nathan Lane (* 1956), US-amerikanischer Schauspieler
- Joseph R. Lane (1858–1931), US-amerikanischer Politiker

### K
- Karl Lane (* 1975), US-amerikanischer Basketballschiedsrichter
- Karla Lane (* 1987), US-amerikanische Pornodarstellerin
- Kathleen Lane, US-amerikanische Jazzsängerin
- Ken Lane (Kermit Lane; 1912–1996), US-amerikanischer Musiker und Komponist
- Kenneth Lane (Kanute) (1923–2010), kanadischer Kanute
- Kenneth Lane (Physiker), US-amerikanischer  Physiker

### L
- Lafayette Lane (1842–1896), US-amerikanischer Politiker
- Lana Lane, US-amerikanische Rocksängerin
- Lauren Lane (* 1961), US-amerikanische Schauspielerin
- Lenita Lane (1901–1995), US-amerikanische Schauspielerin
- Leone Lane (1908–1993), US-amerikanische Schauspielerin
- Leslie L. Lane (* 1941), britischer Industriedesigner und Künstler
- Libby Lane (* 1966), britische Geistliche, Bischöfin der Anglican Church of England
- Lily Lane (* 1987), US-amerikanische Pornodarstellerin
- Lois Lane (Sängerin) (eigentlich Lois Ann Wilkinson; * 1944), britische Sängerin und Songschreiberin
- Lola Lane (1906–1981), US-amerikanische Schauspielerin
- Loras Thomas Lane (1910–1968), US-amerikanischer Geistlicher, Bischof von Rockford
- Louis Lane (1923–2016), US-amerikanischer Dirigent
- Lupino Lane (1892–1959), britischer Komiker, Schauspieler und Filmemacher

### M
- Maddie Lane, US-amerikanische Schauspielerin
- Mara Lane (1930–2014), österreichische Schauspielerin
- Margaret Lane (Margaret Lane Hastings, Coutess of Huntingdon; 1907–1994), britische Journalistin, Schriftstellerin und Biografin
- Mark Lane (Autor) (1927–2016), US-amerikanischer Autor und Abgeordneter der New York State Assembly
- Mark Lane (Cricketspieler) (* 1968), englischer Cricketspieler und -trainer
- Mark Lane (Filmproduzent), US-amerikanischer Filmproduzent
- Melissa Sharon Lane (* 1966), US-amerikanische Politikwissenschaftlerin
- Michael Lane (Ingenieur) (1802–1868), britischer Bauingenieur
- Michael Lane (Rugbyspieler) (* 1926), irischer Rugby-Union-Spieler
- Michael Lane (Wrestler) (1933–2015), US-amerikanischer Wrestler und Schauspieler
- Michael Lane (Leichtathlet) (* 1958), irischer Geher
- Michael Lane (Sänger) (* 1986), deutsch-amerikanischer Sänger
- Mills Lane (1937–2022), US-amerikanischer Jurist und Boxringrichter
- Morris Lane (um 1920–1967), US-amerikanischer Jazzmusiker
- Morwenna Lane (* 1974), kanadische Biathletin

### N
- N. Gary Lane (Norman Gary Lane; 1930–2006), US-amerikanischer Geologe und Paläontologe
- Nathan Lane (* 1956), US-amerikanischer Schauspieler
- Neal F. Lane (* 1938), US-amerikanischer Physiker
- Ngaire Lane (1925–2021), neuseeländische Schwimmerin, siehe Ngaire Galloway
- Nick Lane (* 1967), britischer Biochemiker und Autor
- Nikki Lane (* 1983), US-amerikanische Songwriterin und Musikerin
- Nora Lane (1905–1948), US-amerikanische Schauspielerin
- Norman Lane (Norman Douglas Lane; 1919–2014), kanadischer Kanute und Mathematiker

### O
- Owen Lane (* 1997), südafrikanischer Rugby-Union-Spieler

### P
- Paddy Lane (Cricketspieler) (John Bayley Lane; 1886–1937), australischer Cricketspieler
- Paddy Lane (Fußballspieler) (Patrick John Lane; * 2001), nordirischer Fußballspieler
- Patrick Lane (Politiker) (1934–2012), irischer Politiker (Fianna Fáil)
- Patrick Lane (Schriftsteller) (* 1939), kanadischer Schriftsteller
- Patrick Lane (Radsportler) (* 1991), australischer Radrennfahrer
- Peter Lane, Baron Lane of Horsell (1925–2009), britischer Politiker (Conservative Party) und Geschäftsmann
- Philip Lane (Komponist) (* 1950), britischer Komponist, Arrangeur und Musikwissenschaftler
- Philip Lane (Eishockeyspieler) (Phil Lane; * 1992), US-amerikanischer Eishockeyspieler
- Philip R. Lane (* 1969), irischer Ökonom und Bankmanager
- Priscilla Lane (1915–1995), US-amerikanische Schauspielerin

### R
- Red Lane (1939–2015), US-amerikanischer Songwriter
- Richard Lane (Jurist) (1584–1650), englischer Barrister und Lordkanzler
- Richard Lane (Architekt) (1795–1880), britischer Architekt
- Richard Lane (Schauspieler) (1899–1982), US-amerikanischer Schauspieler und Fernsehansager
- Richard Lane (Schriftsteller) (1918–2008), australischer Schriftsteller und Drehbuchautor
- Richard Lane, eigentlicher Name von Dick Lane (1928–2002), US-amerikanischer American-Football-Spieler
- Richard Lane (Komponist) (1933–2004), US-amerikanischer Komponist, Musiker und Arrangeur
- Richard James Lane (1800–1872), britischer Bildhauer und Lithograf
- Rob Lane (Robert Lane; * 1965), britischer Komponist
- Robert Lane (Fußballspieler) (Bobby Lane; 1882–1940), kanadischer Fußballspieler
- Robert Lane (1927–2025), kanadischer Politiker, siehe Bob Lane
- Robert E. Lane (Robert Edwards Lane; 1917–2017), US-amerikanischer Politikwissenschaftler
- Robin Lane Fox (* 1946), britischer Althistoriker
- Roger Lane-Nott (* 1945), britischer Konteradmiral und Wirtschaftsmanager
- Ronnie Lane (1946–1997), britischer Musiker und Texter
- Rose Wilder Lane (1886–1968), US-amerikanische Schriftstellerin
- Rosemary Lane (1913–1974), US-amerikanische Sängerin und Schauspielerin
- Roy Lane (1935–2009), britischer Rennfahrer
- Ryan Lane (* 1987), US-amerikanischer Schauspieler

### S
- Sam Lane (Rugbyspieler) (Samuel Thomas Lane; * 1991), australischer Rugby-Union-Spieler
- Sam Lane (Hockeyspieler) (* 1997), neuseeländischer Hockeyspieler
- Samuel Lane (Maler) (1780–1859), britischer Maler
- Samuel Johnathan Lane (1830–1891), britisch-kanadischer Anwalt und Politiker
- Sara Lane (auch Sarah Lane; 1949–2023), US-amerikanische Schauspielerin
- Sara Malakul Lane (* 1982), thailändisch-britisch-amerikanische Schauspielerin und Model
- Sasha Lane (* 1995), US-amerikanische Schauspielerin
- Shawn Lane (1963–2003), US-amerikanischer Gitarrist
- Sirpa Lane (1952–1999), finnische Schauspielerin
- St. George Lane Fox-Pitt (1856–1932), britischer Elektrotechniker
- Stan Lane (* 1953), US-amerikanischer Wrestler
- Stanley Lane-Poole (1854–1931), britischer Orientalist und Archäologe
- Steve Lane (1921–2015), britischer Jazzmusiker und Musikproduzent
- Sunny Lane (* 1980), US-amerikanische Pornodarstellerin
- Suzanne Louis-Lane (* 1965), britische Badmintonspielerin

### T
- Tami Lane (* 1974), US-amerikanische Maskenbildnerin
- Thomas J. Lane (1898–1994), US-amerikanischer Politiker
- Tony Lane (Anthony Millner Lane; 1928–2011), britischer Physiker
- Tory Lane (* 1982), US-amerikanische Pornodarstellerin

### V
- Vicky Lane (1926–1983), US-amerikanische Schauspielerin und Sängerin

### W
- Walter Paye Lane (1817–1892), US-amerikanischer General
- William Lane (Verleger) (1745?–1814), britischer Verleger
- William Lane (Utopist) (1861–1917), australischer Utopist, Autor, Journalist und Gewerkschafter
- William Lane-Joynt (1855–1921), britischer Sportschütze
- William Carr Lane (1789–1863), US-amerikanischer Politiker
- William Preston Lane (1892–1967), US-amerikanischer Politiker